# Вейник тростниковый
Вейник тростнико́вый, или Вейник тростникови́дный, или Вейник лесной (лат. Calamagróstis arundinácea) — дерновинный злак, вид рода Вейник (Calamagrostis).
Широко распространённое лесное евроазиатское растение.

## Название
Латинское родовое название встречается ещё у Диоскорида, образовано от двух слов греческого происхождения лат. cálamus. (от др.-греч. κάλαμος), обозначающего тростник, камыш и лат. Agróstis (от др.-греч. ἄγρωστις «кормовая трава») — род Полевица, что указывает на сходство с этими растениями.
Русское родовое название «вейник» происходит от глагола «веять».
Латинский видовой эпитет лат. arundinácea — тростниковидная, или тростниковая, от лат. arúndo — тростник, камыш; указывает на внешнее сходство.
Русский видовой эпитет «тростниковидный» является отражением латинского. То же видовое название применяется к другому виду — Calamagrostis phragmitoides (в современной классификации сведён к синонимам Calamagrostis purpurea), в связи с чем во «Флоре Европейской части СССР» (1974) и других источниках употреблено название «Вейник тростниковый».

## Ботаническое описание

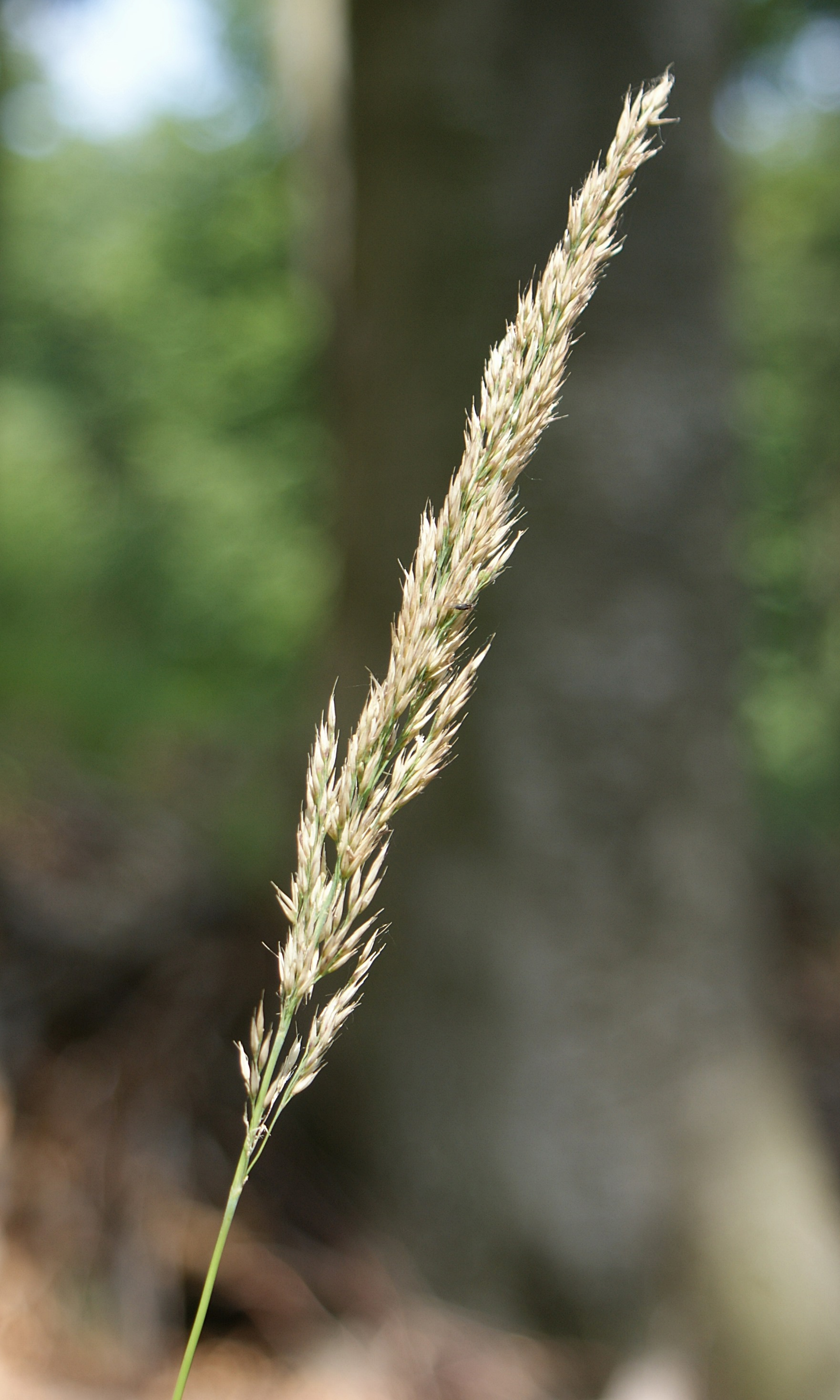
Метёлка

Многолетнее дерновинное растение от 50 до 150 см высотой, с отходящими от дерновин ползучими корневищами. Листья тёмно-зелёные, блестящие, 4—7 мм шириной, по всей поверхности продольно бороздчато-ребристые, при основании с бородкой волосков.
Соцветие — густая метёлка до 25 см длиной, во время цветения раскидистая, затем сжимающаяся. Колоски зелёные, реже розоватые, до 6,5 см длиной. Нижняя цветковая чешуя удлинённо-ланцетной формы, на конце зазубренная, с коленчатой остью до 9 мм длиной, которая отходит от нижней трети чешуи. Каллус (сросшиеся основания членика колоска и нижней цветковой чешуи) с волосками, которые в 4—5 раз короче цветков.

## Распространение
Широко распространённое в Европе, Сибири, Юго-Западной Азии растение. Встречается в хвойных и лиственных лесах, на полянах, по вырубкам.

## Химический состав
В фазе плодоношения (от абсолютно сухого вещества) содержит: 6,2 % золы, 7,9 % протеина, 1,8 % жира, 37,8 % клетчатки и 46,3 % БЭВ.

## Значение и применение
На пастбище поедается неохотно, грубеет в фазе цветения и позднее. Плохая поедаемость крупным рогатым скотом отмечена на пастбищах Западной Сибири, на побережье Чёрного моря в Краснодарском крае, для маралов на Алтае и коз. В Ненецком автономном округе считается основным пастбищным растением, а прикорневые листья нажировочным кормом для крупного рогатого скота. Считается главной кормовой травой для горных пастбищ Абхазии на ранних стадиях роста. Удовлетворительная и даже хорошая поедаемость растения отмечается для субальпийских и альпийских лугов Северного Кавказа. В сене не плохая примесь и поедается удовлетворительно. Рекомендуется скашивать в фазе колошения.
По наблюдениям в Кабардино-Балкарии поедается западнокавказским туром (Capra caucasica).

## Таксономия
Calamagrostis arundinacea (L.) Roth, 1788, Tent. Fl. Germ. 1:33
Вид Вейник тростниковый относится к роду Вейник (Calamagrostis) семейства Злаки, или Мятликовые (Poaceae) порядка Злакоцветные, или Мятликоцветные (Poales) . Кладограмма в соответствии с Системой APG IV:
|  |                                      |  |                                   |                                   |                 |  | ещё 13 семейств | ещё 13 семейств |                     |  |  |  | еще 178 видов |
|  |                                      |  |                                   |                                   |                 |  | ещё 13 семейств | ещё 13 семейств |                     |  |  |  | еще 178 видов |
|  |                                      |  |                                   | порядок Злакоцветные              |                 |  |                 |                 | род Вейник          |  |  |  |               |
|  |                                      |  |                                   | порядок Злакоцветные              |                 |  |                 |                 | род Вейник          |  |  |  |               |
|  | отдел Цветковые, или Покрытосеменные |  |                                   |                                   | семейство Злаки |  |                 |                 | Вейник тростниковый |  |  |  |               |
|  | отдел Цветковые, или Покрытосеменные |  |                                   |                                   | семейство Злаки |  |                 |                 |                     |  |  |  |               |
|  |                                      |  | ещё 63 порядка цветковых растений | ещё 63 порядка цветковых растений |                 |  |                 | ещё 120 родов   | ещё 120 родов       |  |  |  |               |
|  |                                      |  |                                   | ещё 63 порядка цветковых растений |                 |  |                 |                 | ещё 120 родов       |  |  |  |               |

### Синонимы
- Agrostis arundinacea L., 1753basionym
- Arundo montana Gaudich., 1811
- Arundo silvatica Schrad., 1806, nom. superfl.
- Athernotus pyramidalis (Host) Dulac, 1867
- Calamagrostis brachytricha Steud., — Вейник короткохохолковый, или Вейник коротковолосистый, или Вейник коротковолосый[12][13]
- Calamagrostis montana (Gaudich.) DC., 1815, nom. illeg.
- Calamagrostis parviflora Rupr., 1845
- Calamagrostis pyramidalis Host, 1809
- Calamagrostis silvatica (Schrad.) Besser, 1809, nom. illeg.
- Cinna arundinacea (L.) P.Beauv., 1812
- Deyeuxia arundinacea (L.) Jansen, 1952, nom. illeg.
- Deyeuxia silvatica (Schrad.) Kunth, 1829, nom. superfl.

и другие.